# Kruszyna (województwo lubelskie)
Kruszyna – wieś w Polsce położona w województwie lubelskim, w powiecie lubartowskim, w gminie Michów
Wieś wchodzi w skład sołectwa Meszno.
W latach 1975–1998 miejscowość należała administracyjnie do województwa lubelskiego.